# Bojan Prašnikar
Bojan Prašnikar (né le 3 février 1953 à Šmartno ob Paki en Yougoslavie, aujourd'hui en Slovénie) est un footballeur slovène (attaquant) devenu entraîneur.
Il a entraîné notamment Maribor, obtenant une qualification surprise pour la phase de poules de la Ligue des champions en 1999 (après avoir éliminé l'Olympique lyonnais), puis l'équipe de Slovénie entre 1991 et 1993, entre janvier et juillet 1998 et enfin entre juillet 2002 et mai 2004.
Depuis septembre 2007, il est l'entraîneur d'Energie Cottbus en Allemagne. Fin de saison 2008-2009, il en est remercié à la suite de la mauvaise saison du club.
Sa fille, Lara, est internationale slovène.